# Щелкан (посёлок)
Щелка́н — посёлок в составе Новоселицкого района (муниципального округа) Ставропольского края России.

## География
Расстояние до краевого центра: 118 км.
Расстояние до районного центра: 40 км.

## История
Основано в 1965 году в связи с образованием совхоза Ленинский. В 1966 году Указом Президиума ВС РСФСР посёлок отделения № 1 совхоза «Ленинский» переименован в Щелкан.
До 16 марта 2020 года Щелкан образовывал муниципальное образование посёлок Щелкан со статусом сельского поселения.

## Население
| 1989  | 2002  | 2010  | 2012  | 2013  | 2014  | 2015  |
| ----- | ----- | ----- | ----- | ----- | ----- | ----- |
| 1174  | ↗1307 | ↘1122 | ↘1085 | ↘1083 | ↘1048 | ↘1047 |
| 2016  | 2017  | 2018  | 2019  | 2020  |       |       |
| ↘1039 | ↘1033 | ↘1029 | ↘1016 | ↘993  |       |       |

По данным переписи 2002 года, в национальной структуре населения преобладают русские (76 %).

## Инфраструктура
- Дом культуры[17]

## Образование
- Средняя общеобразовательная школа № 6[18]

## Кладбище
В посёлке находится общественное кладбище площадью 2 тыс. м².